# Pirmin Blaak
Pirmin Blaak, född den 8 mars 1988 i Rotterdam, är en nederländsk landhockeyspelare som spelar målvakt.

## Karriär
Pirmin Blaak ingick i Nederländernas landhockeylag vid OS 2020 samt i det lag som tog guld vid OS 2024.